# Aldershot Town FC
Aldershot Town Football Club is een Engelse voetbalclub uit Aldershot, Hampshire. De club speelt in de National League, het vijfde niveau van het Engelse voetbal. De club werd in 1992 opgericht nadat Aldershot FC, destijds spelend in de Football League Fourth Division, failliet was gegaan.
Wedstrijden worden afgewerkt op Recreation Ground in Aldershot, dat vanwege sponsorredenen ook wel EBB Stadium wordt genoemd. Aldershot kwam van 2008 tot 2013 uit in de League Two, maar degradeerde aan het einde van het seizoen 2012/13 uit de Football League.

## Geschiedenis

### Opmars in de voetbalpiramide
In maart 1992 zat de stad Aldershot zonder voetbalclub na het faillissement van Aldershot FC.Een maand later werd Aldershot Town Football Club opgericht. De club werd voor het seizoen 1992/93 ingedeeld in de vierde klasse van de Isthmian League, de Third Division. Ondanks dat Aldershot Town vijf divisies onder de Football League speelde, was de opkomst voor hun eerste wedstrijd hoger dan bij de laatste thuiswedstrijd van het voormalige Aldershot FC. Onder leiding van ex-Aldershot FC-speler Steve Wignall werden tien opeenvolgende overwinningen behaald en Aldershot won het kampioenschap met een marge van 18 punten.  Het volgende seizoen werd ook promotie afgedwongen na een derde plaats. Na vier seizoenen 2de klasse werd ook daar de titel bereikt en stootte de club door naar de 1ste klasse (Premier Division). Vijf seizoenen lang draaide Aldershot mee aan de top vooraleer de titel behaald werd en zo stootte de club door naar de Conference National, net onder de Football League. Na enkele jaren in de middenmoot te hebben gespeeld werd de club in 2008 kampioen, met een Conference-record van 101 punten, en zo kreeg Aldershot voor het eerst sinds zestien jaar weer een club in de Football League.

### Football League
De club wist na het kampioenschap de selectie grotendeels intact te houden en haalde daarnaast zelf verscheidene nieuwe spelers naar Aldershot, zowel permanent als op huurbasis. Hoofdtrainer Gary Waddock en diens assistent Martin Kuhl verlengden beide hun contract met drie seizoenen. Aanvaller Joel Grant werd verkocht aan Crewe Alexandra voor een recordbedrag van £130.000. Op de openingsdag van het seizoen 2008/09 won Aldershot met 1-0 van Accrington Stanley. Vier dagen later speelde de ploeg haar allereerste wedstrijd ooit in de Football League Cup, er werd met 3-1 verloren van Coventry City. Aldershot eindigde het seizoen op een vijftiende plaats.

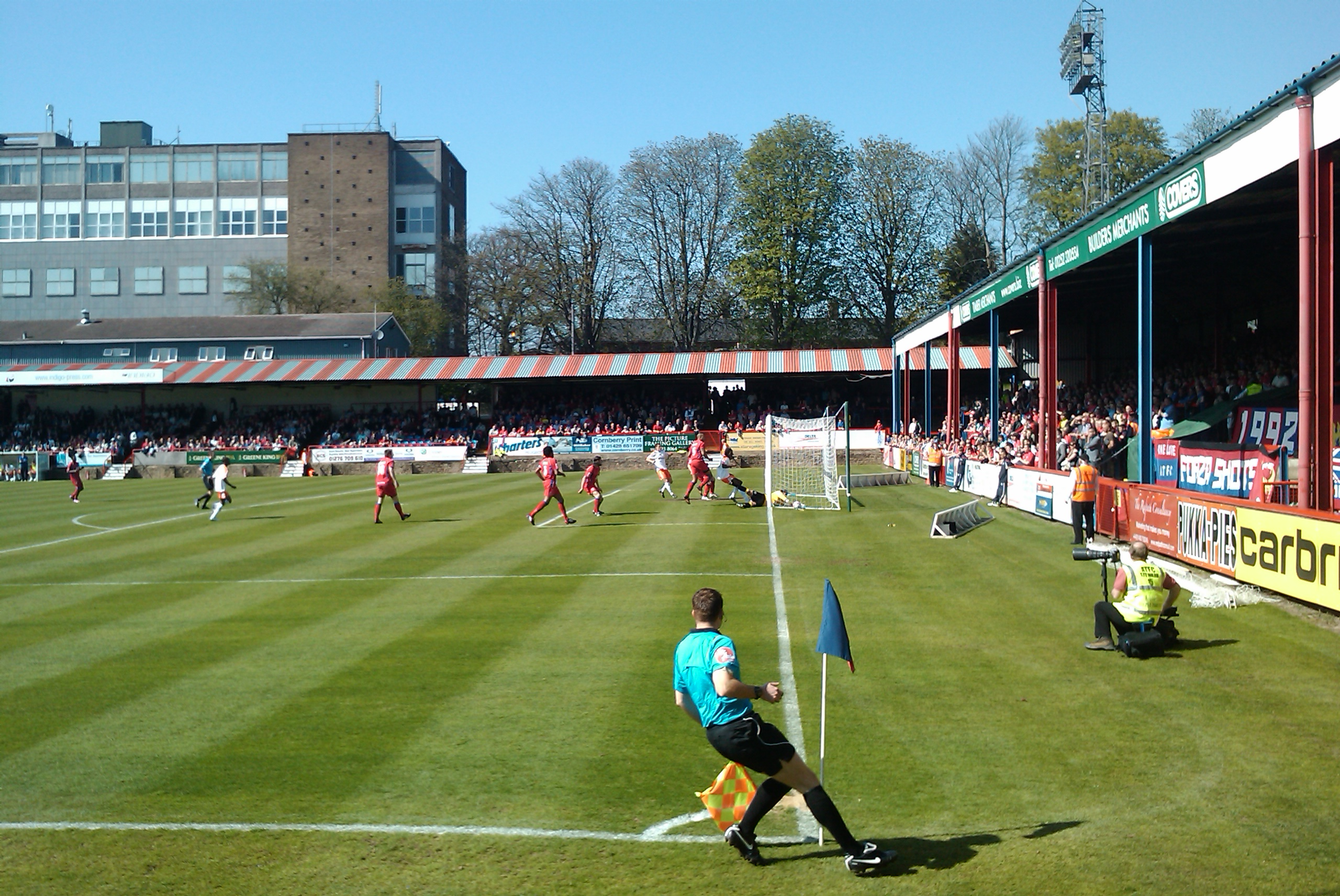
Aldershot Town – Crewe Alexandra (2010)

Twee maanden na de start van het seizoen 2009/10 verkasten Waddock en Kuhl naar Wycombe Wanderers, dat toentertijd één divisie hoger voetbalde. Jason Dodd werd naar voren geschoven als interim-trainer, alvorens Kevin Dillon in november 2009 werd aangesteld als nieuwe coach. Onder zijn leiding behaalde The Shots een zesde plaats in de competitie, de hoogste eindklassering in de clubgeschiedenis. Aldershot Town kwalificeerde zich voor de play-offs om promotie, hierin bleek Rotherham United in de halve finale te sterk.
In januari 2011 verliet Dillon de club na een reeks slechte resultaten. Aldershot stond op dat moment twintigste in de League Two en had slechts 6 van de 22 wedstrijden winnend af weten te sluiten. Dillon werd vervangen door Dean Holdsworth, die overkwam van Newport County. Holdsworth wist de club uiteindelijk uit de degradatiezone te houden en het seizoenen werd afgesloten met een veertiende plaats. In de tweede seizoenshelft werd slechts viermaal verloren. Daarnaast was de club ook succesvol in de League Cup. Na overwinningen op West Ham United (Championship), Carlisle United (League One) en Rochdale (League One), kwam in de vierde ronde het grote Manchester United op bezoek. Ruim 7.000 toeschouwers zagen hoe United de wedstrijd met 3-0 won dankzij doelpunten van Dimitar Berbatov, Michael Owen en Antonio Valencia. Holdsworth werd op 20 februari 2013 ontslagen, toen Aldershot op de twintigste plaats stond in de League Two. Het tij viel echter niet te keren; Aldershot degradeerde enkele maanden later naar de Conference Premier (tegenwoordig National League).

### Schulden en terugkeer naar de Conference
In de zomer van 2012 kreeg een grootaandeelhouder van Aldershot een zware beroerte, waardoor er financiële onzekerheid ontstond die het jaar daarop gevaarlijk zou blijken te zijn. In mei 2013 kondigde Aldershot Town aan dat ze in financiële moeilijkheden verkeerden, waarbij het loon van spelers onbetaald bleef. Op 2 mei 2013, slechts vijf dagen na hun degradatie uit de Football League, ging Aldershot Town officieel tot boedelafstand over. Op 1 augustus 2013 bevestigde Aldershot Town de overname van de club door een consortium onder leiding van voormalig voorzitter Shahid Azeem. 
De ploeg uit Aldershot kende zware tijden na de terugkeer in de Conference National en eindigde de drie achtereenvolgende seizoen respectievelijk als negentiende, achttiende en vijfttiende. In het seizoen 2016/17 verbeterden de prestaties. In mei 2016 werd Gary Waddock de eerste terugkerende trainer bij de club. Waddock's ploeg verloor slechts drie van hun eerste zestien National League wedstrijden en, na een moeilijke periode in oktober en november waarin ze slechts twee keer wonnen in tien wedstrijden, begon ze aan een geweldige reeks vanaf begin december. The Shots verloren slechts twee wedstrijden in de tweede competitiehelft en plaatsten zich voor de play-offs om promotie. Hierin bleek Tranmere Rovers in de halve finale over twee wedstrijden te sterk. 
Waddock wist de overgrote meerderheid van zijn ploeg te behouden voor aanvang van het seizoen 2017/18. De ploeg ging verder waar ze gebleven waren en bracht het grootste deel van het seizoen bovenin door. Ze verloren in februari thuis met 2-1 van de uiteindelijke kampioen Macclesfield Town, waar een overwinning ze koploper had gemaakt. De vorm zakte daarna, maar de Shots slaagden er nog steeds in om als vijfde te eindigen in de ranglijst, wat wederom play-off voetbal betekende. Ditmaal verloren ze echter in de eerste ronde van Ebbsfleet United.  
In 2019 zou Aldershot Town normaal gedegradeerd zijn, maar werd gered door financiële problemen van Gateshead FC waardoor er minder ploegen moesten degraderen.
In 2025 bereikte Aldershot Town voor het eerst in de clubgeschiedenis de finale van de FA Trophy, na eerder tweemaal in de halve finale van het toernooi gestrand te zijn (2004 en 2008). Op 5 april 2025 won Aldershot Town met 2–1 van Woking FC dankzij een doelpunt van Jack Barham in blessuretijd, waardoor de ploeg op Wembley aan mocht treden voor de finale tegen het een divisie lager spelende Spennymoor Town FC. In de finale wist de ploeg de favorietenrol waar te maken door Spennymoor Town op Wembley met 3–0 te verslaan.

## Overzicht per seizoen
| Seizoen                                                                    | Divisie                                                                    | Positie                                                                    | Opmerkingen                                                                 |
| Aldershot Town werd opgericht en speelde in Isthmian League Third Division | Aldershot Town werd opgericht en speelde in Isthmian League Third Division | Aldershot Town werd opgericht en speelde in Isthmian League Third Division | Aldershot Town werd opgericht en speelde in Isthmian League Third Division  |
| -------------------------------------------------------------------------- | -------------------------------------------------------------------------- | -------------------------------------------------------------------------- | --------------------------------------------------------------------------- |
| 1992/93                                                                    | Isthmian League Division Three                                             | 1                                                                          | Kampioen, promotie                                                          |
| 1993/94                                                                    | Isthmian League Division Two                                               | 3                                                                          | Promotie, FA Vase kwartfinale                                               |
| 1994/95                                                                    | Isthmian League Division One                                               | 4                                                                          |                                                                             |
| 1995/96                                                                    | Isthmian League Division One                                               | 5                                                                          |                                                                             |
| 1996/97                                                                    | Isthmian League Division One                                               | 7                                                                          |                                                                             |
| 1997/98                                                                    | Isthmian League Division One                                               | 1                                                                          | Kampioen, promotie                                                          |
| 1998/99                                                                    | Isthmian League Premier Division                                           | 7                                                                          |                                                                             |
| 1999/00                                                                    | Isthmian League Premier Division                                           | 2                                                                          |                                                                             |
| 2000/01                                                                    | Isthmian League Premier Division                                           | 4                                                                          |                                                                             |
| 2001/02                                                                    | Isthmian League Premier Division                                           | 3                                                                          |                                                                             |
| 2002/03                                                                    | Isthmian League Premier Division                                           | 1                                                                          | Kampioen, promotie                                                          |
| 2003/04                                                                    | Football Conference                                                        | 5                                                                          | FA Trophy halve finale                                                      |
| 2004/05                                                                    | Conference Premier                                                         | 4                                                                          | Eerste deelname Football League Trophy (1e ronde)                           |
| 2005/06                                                                    | Conference Premier                                                         | 13                                                                         |                                                                             |
| 2006/07                                                                    | Conference Premier                                                         | 9                                                                          | FA Cup 3de ronde                                                            |
| 2007/08                                                                    | Conference Premier                                                         | 1                                                                          | Kampioen, promotie, FA Trophy halve finale                                  |
| 2008/09                                                                    | Football League Two                                                        | 15                                                                         | Eerste deelname Football League Cup (1e ronde)                              |
| 2009/10                                                                    | Football League Two                                                        | 6                                                                          | Hoogste klassering, deelname aan play-offs om promotie naar League One.     |
| 2010/11                                                                    | Football League Two                                                        | 14                                                                         |                                                                             |
| 2011/12                                                                    | Football League Two                                                        | 11                                                                         | League Cup 4e ronde (beste prestatie)                                       |
| 2012/13                                                                    | Football League Two                                                        | 24                                                                         | Degradatie, FA Cup 4e ronde (beste prestatie)                               |
| 2013/14                                                                    | Conference Premier                                                         | 19*                                                                        | *10 punten in mindering                                                     |
| 2014/15                                                                    | Conference Premier                                                         | 18                                                                         |                                                                             |
| 2015/16                                                                    | National League                                                            | 15                                                                         |                                                                             |
| 2016/17                                                                    | National League                                                            | 5                                                                          |                                                                             |
| 2017/18                                                                    | National League                                                            | 5                                                                          |                                                                             |
| 2018/19                                                                    | National League                                                            | 21                                                                         | Door financiële problemen van Gateshead FC degradeerde Aldershot Town niet. |
| 2019/20                                                                    | National League                                                            | 18                                                                         |                                                                             |
| 2020/21                                                                    | National League                                                            | 15                                                                         |                                                                             |
| 2021/22                                                                    | National League                                                            | 20                                                                         |                                                                             |
| 2022/23                                                                    | National League                                                            | 18                                                                         |                                                                             |
| 2023/24                                                                    | National League                                                            | 8                                                                          | FA Cup 3e ronde                                                             |
| 2024/25                                                                    | National League                                                            | 16                                                                         | Winnaar FA Trophy                                                           |

Aldershot Town ·
Altrincham ·	
Barnet ·
Boston United ·
Braintree Town · 
Dagenham & Redbridge ·
Eastleigh ·
Ebbsfleet United ·
Forest Green Rovers ·
Fylde ·
Gateshead · 
Halifax Town · 
Hartlepool United ·
Maidenhead United ·
Oldham Athletic · 
Rochdale ·
Solihull Moors ·
Southend United ·
Sutton United ·
Tamworth ·
Wealdstone ·
Woking ·
Yeovil Town ·
York City